# Udita Duhan
Udita Duhan (en hindi : उदिता दुहानी) née le 14 janvier 1998, est une joueuse professionnelle indienne de hockey sur gazon,.

## Carrière
Elle a participé à la Coupe du monde féminine de hockey sur gazon 2018.